# Грб Фрибура
Грб Фрибура је званични симбол швајцарског кантона Фрибура. Грб датира из 1477, а задњу адаптацију је имао је 16. мај 2004. године.

## Опис грба
Грб Фрибура је германски штит хоризонтално подјељен на два поља, од које је горње црне, а доње бијеле боје. Грб нема додатних детаља.